# Adrian O'Dwyer
Adrian O'Dwyer (né le 1er décembre 1983 à Kilkenny) est un athlète irlandais, spécialiste du saut en hauteur.
Il participe aux Jeux olympiques de 2004, après avoir porté le record national à 2,30 m à Radès. Il mesure 1,97 m.